# Marko Raguž
Marko Raguž (sinh 10 tháng 6 năm 1998) là một cầu thủ bóng đá Áo gốc Croatia, đang thi đấu cho LASK Linz.

## Sự nghiệp
Anh có màn ra mắt Austrian Football First League cho LASK Linz ngày 3 tháng 3 năm 2017 trong trận đấu với FC Wacker Innsbruck và ghi bàn trong ngày ra mắt.